# Otocolobus manul
Il manùl (Otocolobus manul, Pallas, 1776), noto anche come gatto di Pallas, gatto delle steppe o gatto delle nevi, unica specie del genere Otocolobus Brandt, 1842, è un piccolo rappresentante della famiglia dei Felidi (sottofamiglia Felinae) diffuso in Asia centrale. 
La sopravvivenza di questo felide è minacciata dalla distruzione del suo habitat naturale e dalla mancanza di prede. 
Dal 2020, il manul è stato classificato come specie a rischio minimo.
Il suo nome deriva dal primo zoologo che lo descrisse, il tedesco Peter Simon Pallas.

## Descrizione

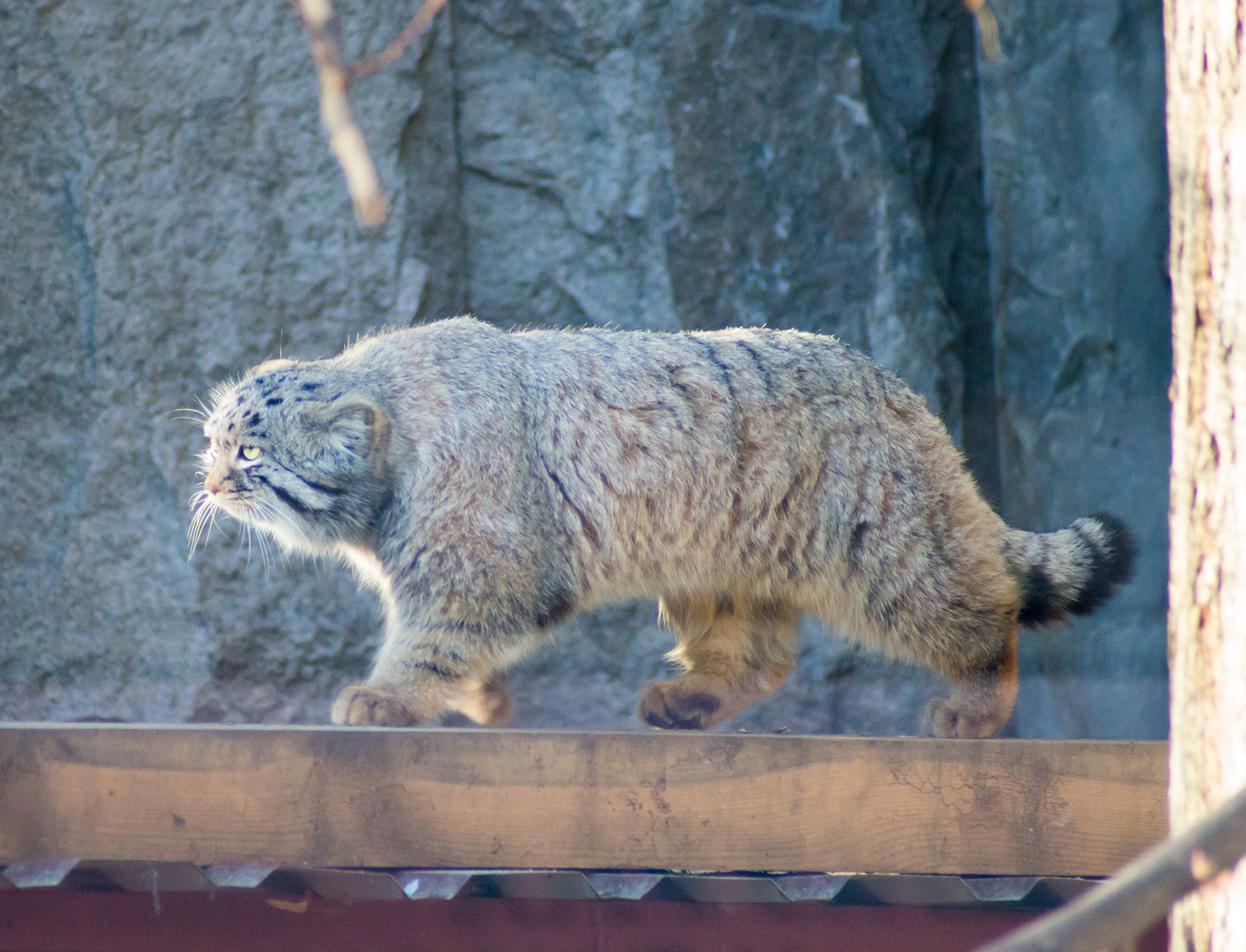
Gatto di Pallas allo zoo di Mosca

Il manul è lungo circa 60 centimetri, a cui se ne aggiungono altri 25 per la coda. Il pelo è di color ocra con delle strisce verticali, a volte non visibili essendo la pelliccia molto spessa. Il colore, comunque, cambia al variare delle stagioni: d'inverno tende al grigio e più uniforme.
Il gatto di Pallas possiede molte caratteristiche che lo distinguono dagli altri felini. Le zampe sono corte, la parte posteriore è piuttosto pronunciata e il pelo è molto lungo e spesso. 
Le orecchie, tonde e basse, fanno sì che il gatto di Pallas abbia un aspetto che, in qualche modo, ricorda quello di un gufo. Del resto, per via del suo muso piatto, il manul un tempo era creduto essere l'antenato del gatto persiano. A differenza di altri felidi, la pupilla, al momento di massima luminosità, si riduce ad una piccola sfera anziché ad una sottile linea verticale.

## Distribuzione e habitat
Il gatto di Pallas è diffuso soprattutto nelle steppe dell'Asia centrale (Cina e Mongolia), ma il suo areale si estende ad ovest sino all'Iran, all'Armenia e all'Azerbaigian. Si osserva sino a 5.050 m di altitudine.

## Biologia
Si tratta di un predatore notturno, che si ciba di roditori, pika e uccelli.
Inizialmente questo felino era classificato nel genere Felis con il nome scientifico di Felis manul, ma alcune analisi genetiche hanno portato a una classificazione in un genere a parte.

## Tassonomia
Sono note le seguenti sottospecie:
- Otocolobus manul manul, Mongolia, Cina occidentale
- Otocolobus manul ferruginea, Iran, Kazakistan, Kirghizistan, Turkmenistan, Uzbekistan, Tagikistan, Afghanistan, Pakistan
- Otocolobus manul nigripecta, Kashmir, Nepal, Tibet

## Conservazione
A lungo cacciato per la sua pelliccia, è protetto in gran parte delle zone dove è diffuso. Dal momento che si ciba di animali spesso dannosi per l'agricoltura, è ritenuto un animale benefico. Tuttavia, i pesticidi utilizzati per i pika e i ratti possono risultare pericolosi anche per il manul.